# 住友化學

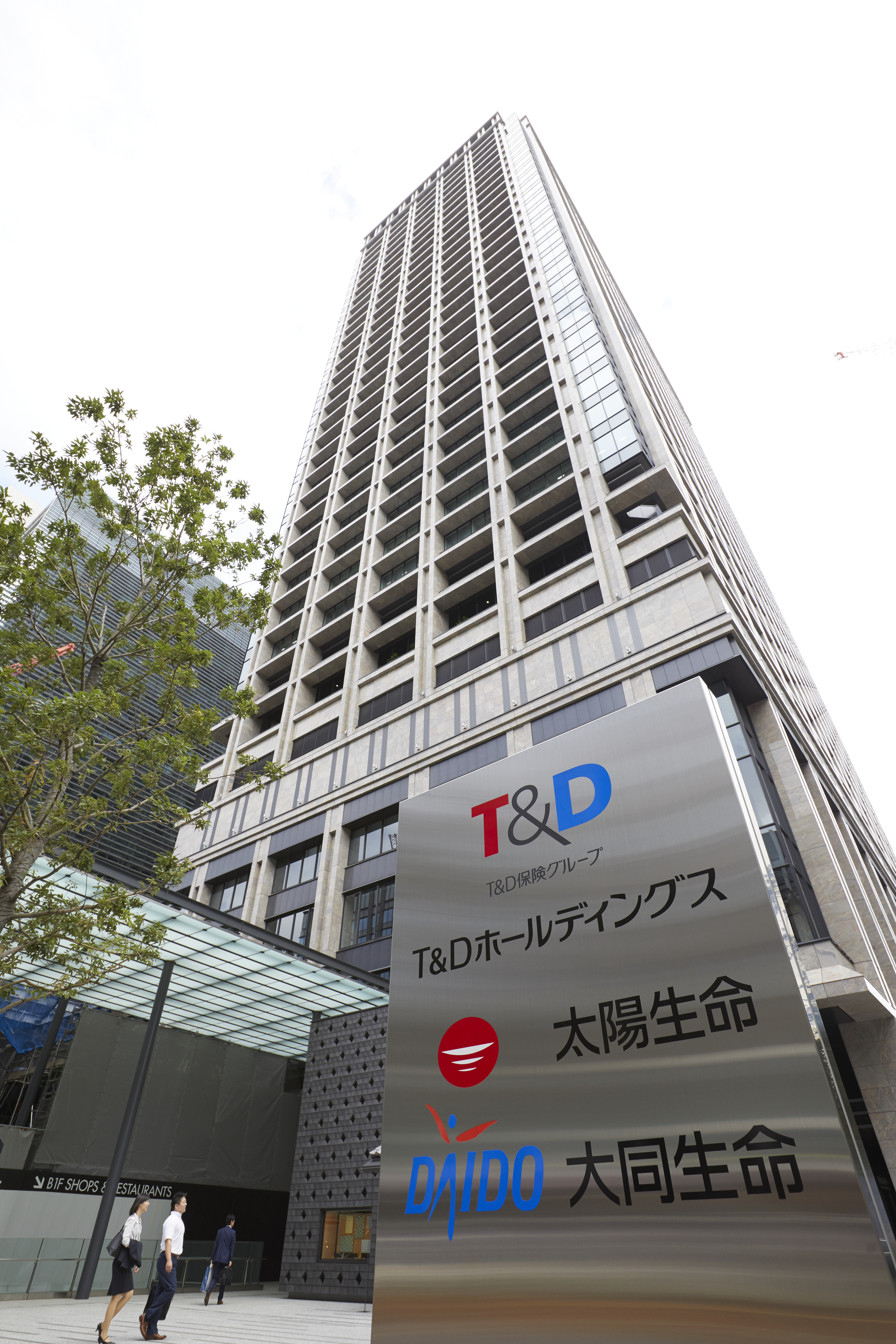
住友化學東京總部

住友化學株式會社（日语：住友化学株式会社、東證1部：4005）為日本的大型綜合化學公司之一。總部位于東京都中央区新川二丁目27番1号，成立于1925年（大正14年）6月1日。與三井住友銀行和住友金屬工業并為住友集團的核心企業。

## 主要發展事業
- 基礎化學
- 石油化學
- 情報電子化学
- 健康・農業相關事業
- 醫藥品

## 外部連結
- 公司網站（页面存档备份，存于）（日語）